# باميلا روجرز تورنر
باميلا روجرز تورنر (بالإنجليزية: Pamela Rogers Turner)‏ هي مُدرسة أمريكية، ولدت في 1 يوليو 1977 في تينيسي في الولايات المتحدة.